# Anke Feller
Anke Feller (Gotinga, Baja Sajonia, Alemania, 26 de septiembre de 1971) es una atleta alemana, especializada en la prueba de 4x400m, en la que llegó a ser medallista de bronce mundial en 1999.

## Carrera deportiva
En el Mundial de Sevilla 1999 ganó la medalla de bronce en los relevos 4x400 metros, con un tiempo de 3 min 22.43 s, tras Rusia y Estados Unidos, siendo sus compañeras de equipo: Uta Rohländer, Anja Rücker y Grit Breuer.